# 장흥문학상
장흥문학상은 기행가사의 효시 관서별곡을 비롯하여 현대문학에 이르기까지 문학사의 큰 업적을 남긴 장흥군 출신 문학인을 기리고 문학의 저변확대 및 대한민국 문학발전에 이바지할 수 있는 역량 있는 문학인을 시상함으로써 문림의향 장흥을 널리 알리기 위하여 2023년 제정되었다.  매년 1회 수상자를 선정하여 시상하며, 수상자에게는 5,000만 원 이내의 시상금이 수여된다.  
| 수상년도     | 수상작            | 저자   |
| ------------ | ----------------- | ------ |
| 2023년 제1회 | <돌담에 속삭이는> | 임철우 |
| 2024년 제2회 | <문신>            | 윤흥길 |